# Šahovska baza podataka
Šahovska baza podataka, baza podataka šahovskih partija, profila šahista i sl.

## Poznate šahovske baze podataka
- 365Chess.com
- Chess-DB.com
- Chess Assistant
- Chess Informant Expert
- Chess.com
- Chess24.com
- ChessBase
- Shane's Chess Information Database